# مارگارت اوبرایان
 مارگارت اوبرایان (انگلیسی: Margaret O'Brien؛ زادهٔ ۱۵ ژانویهٔ ۱۹۳۷) یک هنرپیشه اهل ایالات متحده آمریکا است.
از فیلم‌ها یا برنامه‌های تلویزیونی که وی در آن نقش داشته‌است می‌توان به مادام کوری، مرا در سن لویی ملاقات کن اشاره کرد.